# 黑林山区绍纳赫
黑林山区绍纳赫是德国巴登-符腾堡州的一个市镇。总面积36.71平方公里，总人口3845人，其中男性1924人，女性1921人（2011年12月31日），人口密度105人/平方公里。